# HD 221776
HD 221776 — оранжевая звезда, находящаяся в созвездии Андромеда на расстоянии приблизительно 809,4 св. лет от Земли. Является двойной или кратной звездой. По состоянию на 2007 год, радиус звезды оценивается в 28,64 солнечного радиуса. Исходя из отрицательной радиальной скорости, звезда приближается к Солнцу. Планет у HD 221776 обнаружено не было. Звезда видима невооружённым глазом на ночном небе.